# Турбанов, Александр Владимирович
Алекса́ндр Влади́мирович Турба́нов (31 января 1950, Челябинск — 25 января 2025, Москва) — российский государственный и общественный деятель, доктор юридических наук.

## Биография
Александр Владимирович Турбанов родился 31 января 1950 года в Челябинске.
В 1971 году окончил Свердловский юридический институт, специальность «правоведение».
1971—1992 — работа в органах внутренних дел. Последняя должность — заместитель начальника Управления правового обеспечения органов внутренних дел МВД СССР.
1972—1973 годы — служба в Вооружённых силах СССР.
В 1981 году окончил Академию МВД СССР, специальность «организация управления».
1984 год — кандидат юридических наук. Тема диссертации: «Контроль в системе органов внутренних дел» (научная специальность «управление в социальных и экономических системах — юридические науки»).
В 1992—1993 годах — начальник Юридического управления АБ «Инкомбанк».
1993—1995 годы — депутат Государственной Думы Федерального Собрания РФ первого созыва, член фракции ПРЕС, член Комитета по бюджету, налогам, банкам и финансам. Принимал непосредственное участие в подготовке законов «О Центральном банке РФ (Банке России)», «О банках и банковской деятельности», «Об обязательном страховании банковских вкладов» и др.
C 1996 года — заместитель председателя Банка России. Курировал вопросы лицензирования банковской и аудиторской деятельности, надзора за коммерческими банками и организации банковского санирования. Являлся Председателем Центральной аттестационно-лицензионной аудиторской комиссии Банка России. В 1998 году фамилия Турбанова упоминалась в журналистском расследовании Юрия Щекочихина «VIP-жизнь. Особо важные персоны Центрального банка получали больше президента США», в которой автор статьи приводил данные о доходах чиновника за 1997 год — более 592 миллионов рублей.
С марта 1999 по январь 2004 — генеральный директор Государственной корпорации «Агентство по реструктуризации кредитных организаций».
С 2004 года — доктор юридических наук. Тема диссертации: «Финансово-правовые основы создания и функционирования системы страхования банковских вкладов в РФ», (научная специальность «административное право, финансовое право, информационное право»).
В 2004—2012 годах — генеральный директор Государственной корпорации «Агентство по страхованию вкладов».
Женат. Имеет сына, двоих внуков.
Скончался 25 января 2025 года.

## Научная и общественная деятельность
Заведующий кафедрой «Регулирование финансово-кредитной деятельности» Российской академии народного хозяйства и государственной службы при Президенте Российской Федерации.
Научный руководитель Института финансового и банковского права Московской государственной юридической академии имени О. Е. Кутафина.
Председатель Комиссии по законодательству о финансовых рынках Ассоциации юристов России.
Член Консультативного совета по вопросам денежно-кредитной политики, банковского регулирования и банковского надзора при Председателе Банка России.
Член комиссии Российского союза промышленников и предпринимателей по банкам и банковской деятельности.
Член Совета Брюссельского Международного банковского клуба (с 2003 г.).
Главный редактор журнала «Банковское право».
Член редакционных советов и коллегий журналов «Финансовый контроль», «Право и управление. XXI век», «Деньги и кредит», член наблюдательного совета журнала «Банки и деловой мир».

## Награды и премии
- Указом Президента Российской Федерации от 10 мая 2011 года за достигнутые трудовые успехи и многолетнюю добросовестную работу награждён орденом Дружбы.
- Медали: «За безупречную службу III степени» (МВД, 1981 г.), «За безупречную службу II степени» (МВД, 1986 г.) «200 лет МВД России» (МВД, 2002 г.)
- Почётная грамота Правительства РФ (2000 г.).
- Решением оргкомитета Международного форума «Мировой опыт и экономика России» за активную деятельность по реализации государственных программ экономического и социального развития награждён общественным орденом «Лидер российской экономики-2005».
- Лауреат Высшей юридической премии «Фемида» (номинация «Право и экономика») за 2008 год.
- Диплом Союза журналистов России «За строгое соблюдение принципа информационной прозрачности в работе с журналистами» (2009 г.).